# Nueva ola rumana
La Nueva ola rumana (en rumano: Noul val românesc) es una corriente cinematográfica que surgió en Rumania hacia 2004, cuando el corto Trafic, dirigido por Cătălin Mitulescu, ganó la Palma de Oro al mejor cortometraje. Desde entonces, ese término general engloba una nueva era en el cine rumano en la que han aparecido numerosas películas de calidad reconocida a nivel internacional.

## Características
Un gran número de películas que forman parte de la nueva ola rumana se fijan en el período de finales de 1980, hacia el final del régimen totalitario de Nicolae Ceauşescu, y exploran los temas de la libertad y la capacidad de resistencia que contaba la dictadura. Sin embargo, películas como La muerte del señor Lăzărescu, California Dreamin' y Martes, después de Navidad se establecen en actualidad y profundizan en las formas en que la transición del socialismo al libre mercado y la democracia han dado forma a la sociedad rumana después de 1989.
Estéticamente, las películas de la Nueva ola rumana están unidos por un estilo austero, realista y, a menudo, minimalista. Por otra parte, el humor negro tiende a ocupar un lugar destacado.

## Directores
Entre los cineastas más conocidos destacan:
- Cristian Mungiu
- Cristi Puiu
- Cristian Nemescu
- Cătălin Mitulescu
- Radu Muntean
- Corneliu Porumboiu
- Călin Peter Netzer

## Películas
La siguiente es una lista de las películas más representativas de esta corriente:
- Marfa și banii de Cristi Puiu (2001) — considerada la primera película de la Nueva Ola Rumana.
- La muerte del señor Lăzărescu (Moartea Domnului Lăzărescu) de Cristi Puiu (2005) — ganador de Un Certain Regard en el Festival de Cannes 2005
- 12:08 al este de Bucarest (A fost sau n-a fost?) de Corneliu Porumboiu (2006) — ganador del Caméra d'Or en el Festival de Cannes 2006
- Cómo celebré el fin del mundo (Cum mi-am petrecut sfârșitul lumii) de Cătălin Mitulescu (2006)
- El papel será azul (Hârtia va fi albastră) de Radu Muntean (2006)
- Cuatro meses, tres semanas y dos días (4 luni, 3 săptămâni si 2 zile) de Cristian Mungiu (2007) — ganador de la Palma de oro en el Festival de Cannes 2007
- California Dreamin' de Cristian Nemescu (2007) — ganador de Un Certain Regard en el Festival de Cannes 2007
- Boogie de Radu Muntean (2008)
- Policía, adjetivo (Polițist, Adjectiv) de Corneliu Porumboiu (2009) — ganador del premio del jurado Un Certain Regard en el Festival de Cannes 2009
- Martes, después de Navidad (Marți, după Crăciun) de Radu Muntean (2010)
- Aurora de Cristi Puiu (2010)
- Más allá de las colinas (După dealuri) de Cristian Mungiu (2012) — ganador del Premio al mejor guion en el Festival de Cannes 2012
- Todos en nuestra familia (Toată lumea din familia noastră) de Radu Jude (2012)
- Madre e hijo (Poziția copilului) de Călin Peter Netzer (2013) — ganador del Oso de oro en el Festival de Cine de Berlín 2013